# Polygnamptia
Polygnamptia là một chi bướm đêm thuộc họ Erebidae.